# Baggersee Rossau
Baggersee Rossau (també: Baggersee Innsbruck) és un llac artificial situat a la part sud-oriental d'Innsbruck al riu Inn i pertany a Amras, un districte de la ciutat d'Innsbruck. Amb una àrea de 2,8 hectàrees, és el segon llac en grandària de l'àrea d'Innsbruck, només superat pel Llac Lans tant en grandària com en volum.
El llac es fa servir com a zona d'esbarjo a l'estiu, quan l'aigua es pot escalfar fins a 24º. Les activitats recreatives al llac inclouen vòlei platja, bàdminton, streetball o tennis de taula. A la tardor l'aigua es fa servir intensivament per al surf.
Malgrat l'alt ús, la qualitat de l'aigua es manté constant al grau B. Gràcies a canyissars, subministrament d'aigua fresca i connexions subterrànies amb la planta de tractament d'aigües residuals Rossau i amb el riu Inn, el llac rep una renovació suficient de l'aigua. Ornitòlegs han observat aus aquàtiques rares com corbs marins i cignes, fora de l'època de bany.
La ciutat d'Innsbruck s'encarrega del manteniment del Baggersee Rossau i del seu entorn. L'accés a l'àrea de bany és de pagament, i els ingressos s'utilitzen per al manteniment de les instal·lacions.